# NX (Unigraphics)
Pour les articles homonymes, voir NX.
 (juillet 2009).
Si vous disposez d'ouvrages ou d'articles de référence ou si vous connaissez des sites web de qualité traitant du thème abordé ici, merci de compléter l'article en donnant les références utiles à sa vérifiabilité et en les liant à la section « Notes et références ».
NX est un logiciel de Conception et fabrication assistées par ordinateur (CFAO) développé par Siemens PLM Software (anciennement Unigraphics Solutions).

## Concurrence
- PTC Creo
- Dassault Systèmes CATIA